# 后沙峪站
后沙峪站是北京地铁15号线上的一座车站，位于北京市顺义区后沙峪地区京密路、安富街交叉口。

## 位置
后沙峪站位于京密路（G101、G111）和顺平路交汇的枯柳树环岛西南，呈西南－东北走向。

## 结构
该站为高架车站，岛式站台设计。站内主要色调为中国红。站外设有占地30000平方米的公交场站和总面积16400平方米的2处P+R停车场。车站东端设有双存车线，后端设有与主线连接的横渡线，现在的小交路列车，以及在2011年12月31日前的所有列车会使用此存车线进行站后折返。
| 地上二层 站台层 |                          | █ 15号线往清华东路西口（花梨坎） |
| 地上二层 站台层 | 島式月台，左側開门       |                                  |
| 地上二层 站台层 | █ 15号线往俸伯（南法信） |                                  |
| 地面层 站厅层   | 站厅                     | 安全检查、自动售票机、客服中心   |

## 出入口
|                           |        |                  |      |  |
| 编号                      | 指示   | 建议前往的目的地 | 照片 |  |
| 出口 · A · 无障碍通道标志 | 京沈路 |                  |      |  |
| 出口 · B · 无障碍通道标志 | 京沈路 |                  |      |  |
| 出口 · C                  | 京沈路 |                  |      |  |
| 出口 · D                  | 京沈路 |                  |      |  |
| 註： 設有                 |        |                  |      |  |